# لن گودمن
لن اوان گودمن (به آلمانی: Lenn Evan Goodman) فیلسوف و تاریخ‌دان فلسفه که زمینه کاری او فلسفه یهودی و اسلامی، اخلاق و متافیزیک است. گودمن از سال ۱۹۹۴ در دانشگاه وندربیلت تدریس می‌کند.
گودمن لیسانش را در دانشگاه هاروارد در زمینه فلسفه و زبان‌ها و ادبیات‌های خاورمیانه گرفت. او دکترایش را در سال ۱۹۶۸ را از دانشگاه آکسفورد گرفت. او به عنوان استاد مدعو فلسفه و زبان‌ها و ادبیات‌های خاورمیانه در دانشگاه یو سی ال ای تدریس می‌کرد سپس به عنوان استادیار در سال ۱۹۶۹–۱۹۷۴ و به عنوان دانشیار در سال ۱۹۷۴–۱۹۸۱ به عنوان استاد فلسفه تدریس می‌کرد و در دانشگاه هاوایی در سال‌های ۱۹۹۳–۱۹۹۴ به عنوان استاد مدعو در هیئت علمی علوم انسانی تدریس می‌کرد. بعد از سمت‌های مختلف در تحقیقات متفاوت، گودمن از سال ۱۹۹۴ در دانشگاه وندربیلت فلسفه تدریس می‌کند.

## آثار
- Übers. : Ibn Tufayl: Hayy Ibn Yaqzan (Twayne, 1976).
- Übers. : Maimonides: The Philosophical Writings of Maimonides (Viking, 1976)
- Übers. : The Case of the Animals Before the King of the Jinn (Twayne, 1978)
- Übers. : Saadia Gaon: Saadiah's Book of Theodicy (Yale University Press, 1988)
- On Justice (Yale University Press, 1991),
- (Hg.): Neoplatonism and Jewish Thought, SUNY Press 1992.
- Avicenna, Routledge 1992, 2. A. 2005
- God of Abraham (Oxford University Press, 1996)
- Judaism, Human Rights and Human Values (Oxford University Press, 1998)
- Jewish and Islamic Philosophy: Crosspollinations in the Classic Age (Edinburgh University Press and Rutgers University Press, 1999)
- In Defense of Truth: A Pluralistic Approach (Humanity Press, 2001)
- (Hg. mit Heidi Ravven): Jewish Themes in Spinoza's Philosophy, SUNY Press 2002
- Islamic Humanism (Oxford University Press, 2003).
- (Hg. mit Robert Talisse): Aristotle's Politics Today, SUNY Press 2007
- Love Thy Neighbor as Thyself (Oxford University Press, 2008)
- (Hg. mit Idit Dobbs-Weinstein und James A. Grady): Maimonides and His Heritage, SUNY Press 2009
- (in Vorb.) Humanism in Islam, Oxford University Press 2009
- (in Vorb.) God and Evolution, Routledge Publishing 2009.